# Sammy Ofer Stadion
A Haifában található Sammy Ofer Stadion (héberül: אצטדיון סמי עופר) vagy Haifai Városi Stadion Izrael egyik legjelentősebb labdarúgó stadionja. Befogadóképessége 30 942 fő.
Az építkezési munkálatok 2009 végén kezdődtek, és 2014 augusztusában fejeződtek be. A kivitelezésért a KSS Design Group nevű építőipari vállalat felelt. Leginkább labdarúgó-mérkőzéseket rendeznek itt, a Makkabi Haifa, a Hapóél Haifa és az izraeli válogatott otthonául is szolgál.
Nevét a néhai milliárdosról, Sammy Oferről kapta, aki 20 000 000 dollárt ajánlott fel a stadion megépítésére. Hozzájárulása a stadion teljes építési költségének 19%-át fedezte.

## Története
A stadion első terveit 2007-ben mutatta be a a brit KSS Design Group, amely többek között kivittelezője volt a Brighton & Hove Albion stadionjának is. A végleges tervek 2009-re készültek el, az építési költségeket pedig előzetesen 92 millió euróban határozták meg. Végül a teljes összeg körülbelül 113 millió euróra emelkedett, az alapkövet pedig 2009-ben rakták le, de az építkezés csak 2010 júliusában kezdődött.
A stadion Sammy Ofer néhai izraeli milliárdos vállalkozó nevét viseli, aki 20 000 000 dollárt ajánlott fel a stadion megépítésére, ami a stadion teljes építési költségének 19%-át fedezte. Az építési projektet a Haifa Gazdasági Társaság (HEC) irányította és felügyelte.
A város két csapatának, a Makkabinak és a Hapóélnek otthont adó stadion négy kétszintes, fedett lelátón összesen 30 942 ülőhellyel rendelkezik. A helyszín megfelel a FIFA és az UEFA nemzetközi mérkőzésekre vonatkozó követelményeinek, és az UEFA stadionkategóriái közül a legmagasabb, négyes besorolással rendelkezik. Izraelben a Sammy Ofer Stadion lett az első ilyen sportlétesítmény.
Labdarúgó-mérkőzések mellett főként koncerteknek ad otthont, ezen felül bevásárlóközpont, multiplex mozi és éttermek találhatóak benne. A stadion mellett 1500 férőhelyes parkolóhelyet alakítottak ki, előtte pedig a 15 méter magas és 40 tonnás Világbéke szobor látható, amely a kínai szobrászművész, Jüan Jao 2013-ban elkészült műve.
Eredetileg 2013-ban tervezték a megnyitását, de az ütemtervet nem sikerült tartani, majd a város vezetősége 2014 júniusában jelentette be, hogy a munkálatok befejeződtek. A Makkabi 2014. augusztus 14-én tartotta első edzését az új létesítményben, azonban az ebben a hónapban lezajlott, úgynevezett „Erős szikla” hadművelet miatt a bajnoki rajt és vele együtt a hivatalos megnyitó ünnepség is csúszott.
Végül 2014. augusztus 27-én játszotta első hivatalos tétmérkőzését itt a Makkabi Haifa, amikor is a Toto-kupában 3500 néző előtt 2-0-ra legyőzték a Hapóél Akko csapatát. A stadionban a kanadai Tosaint Ricketts szerezte az első hivatalos gólt. Az izraeli élvonalban, azaz a Ligat ha'Al-ban 2014. szeptember 15-én játszották itt az első hivatalos bajnokit, a Makkabi 27 200 néző előtt győzte le 4-2-re a Bné Szakhnínt.